# Truro (Cornualla)
Truro (pronunciat /'trurəw/) —en còrnic Truru— és un municipi del Regne Unit, que pertany al comtat de Cornualla, al sud-oest d'Anglaterra, i és també la capital del comtat. Situada a la vora del riu homònim, a prop de la seva desembocadura al canal de la Mànega, és una ciutat que destaca per la seva indústria de la ceràmica, tèxtil, fusta i alimentària.

## Toponímia
L'origen del seu nom és incert: mentre que alguns llibres afirmen que deriva del còrnic tri-veru, expressió que vol dir «tres rius», altres textos com l'Oxford Dictionary of English Place Names rebutgen aquesta hipòtesi. Un expert en noms de llocs en còrnic, Oliver Padel, en el seu llibre A Popular Dictionary of Cornish Place-names, diu que encara que no hi ha certesa, «tres rius» és una explicació possible, però també podria ser «tres camins». Una altra alternativa és que derivi de tre-uro o una expressió semblant i voldria dir «assentament al riu uro».

## Enllaços externs

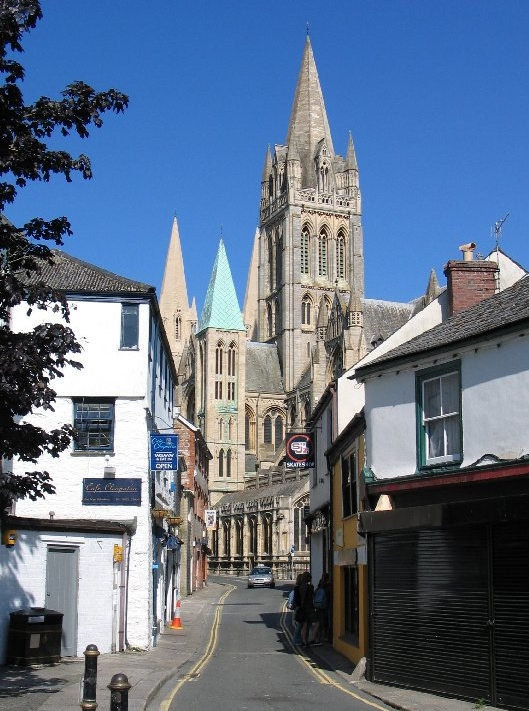
Truro.

## Geografia

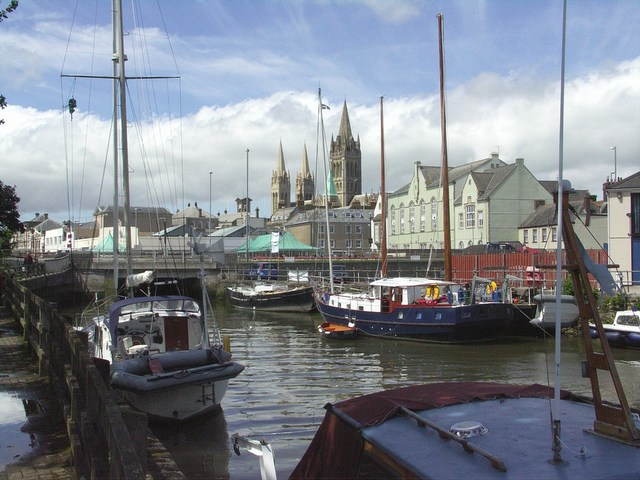
El riu Kenwyn que convergeix amb el riu Allen i formen el riu Truro.

Truro està situat al centre de la part oriental del Cornualla, a uns 14 km de la costa sud, en la confluència dles rius Kenwyn i Allen que, plegats, formen el riu Truro. El paisatge està format per penya-segats, rius i valls fondes que desemboquen en el riu Fal i finalment en el port natural de Carrick Roads. Les valls d'aquests rius formen una mena de concavitat circular vorejada per la ciutat de Truro al nord, est i oest, mentre que al sud està el riu homònim. La poca elevació en què la ciutat està situada més les altes precipitacions que omplen els rius i la pujada primaveral del nivell del riu Fal, van ser les causes de la inundació que el 1988 va afectar greument el centre de la ciutat. Des de llavors s'han construït murs al voltant i una resclosa d'emergència a New Mill, en el riu Kenwyn i una resclosa antimarejada en el riu Truro River.

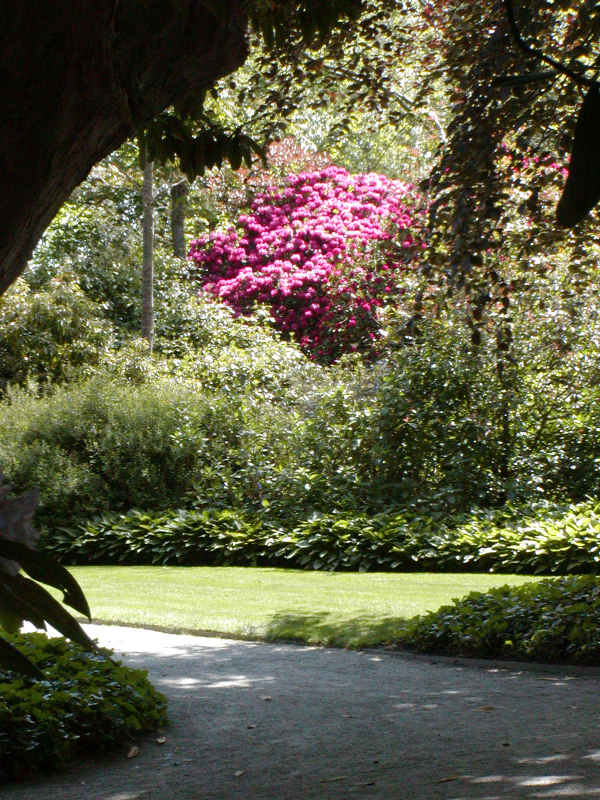
Jardins de Trelissick

Al voltant de la ciutat hi ha unes àrees naturals protegides com ara: els parcs històrics de Pencalenick, i grans zones de paisatge ornamental com Trelissick Garden i Tregothnan riu Truro avall. Hi ha una àrea al sud-est de la ciutat, que inclou Calenick Creek, que ha estat designada àrea d'especial interès natural. Una altra d'aquestes zones, situada al nord-est, comprèn terres de conreu i valls amb boscos. Daubuz Moors, és una reserva natural situada a tocant del riu Allen i a prop del centre de la ciutat.
Truro s'ha desenvolupat formant cercles a l'entorn del nucli antic i la vall circular on està excepte per una zona que ha crescut en forma lineal seguint la carretera A390 cap a l'oest, en direcció a Threemilestone. En anar creixent, la ciutat de Truro ha anat incorporant altres llogarets propers que ara són barris perifèrics o districtes no oficials: Kenwyn i Moresk al nord, Trelander a l'est, Newham al sud, i Highertown, Treliske i Gloweth a l'oest.

## Història

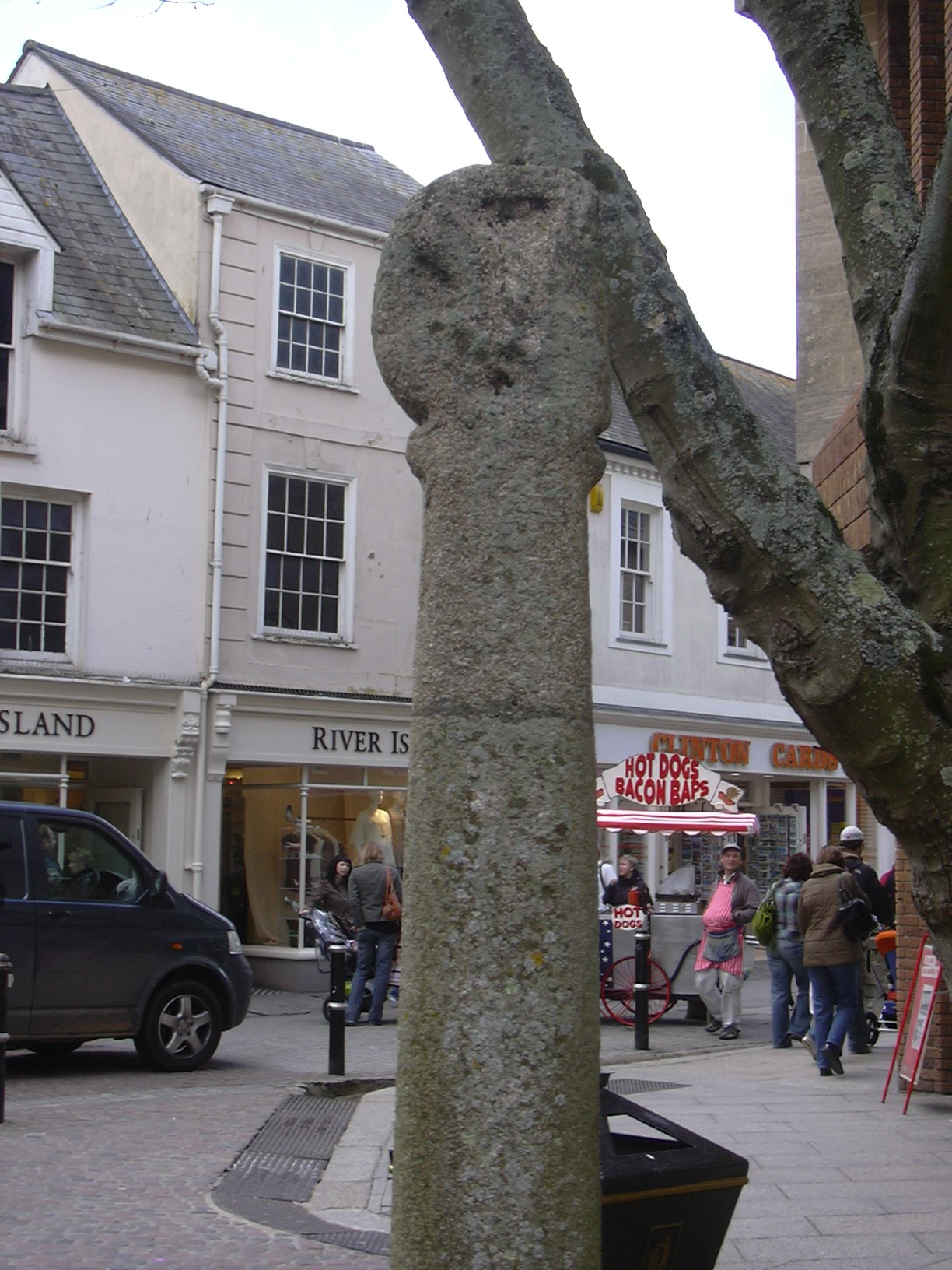
Creu celta situada en el centre de Truro

Les primeres troballes arqueològiques a Truro daten de l'època normanda. Al segle xii Richard de Luci, cap de justícia d'Anglaterra durant el regnat d'Enric II, va rebre unes terres aquí en agraïment pels seus serveis i va fer construir-se un castell. La ciutat va sorgir a l'entorn d'aquest castell i, amb el temps, va adquirir permís per a fer fira de mercat. D'aquell castell ja no en resta res.
A començaments del segle xiv Truro era un important lloc d'arribada, per la seva localització a prop de la mar però situat terra endins, cosa que els donava temps a protegir-se dels invasors. Aviat va prosperar, la gent hi anava a compar peix i arribaven diners de l'explotació de les mines d'estany trobades en el seu terme. Aquest mineral va possibilitar l'existència d'una casa d'encunyació de moneda. Llavors va arribar la pesta negra i amb ella una recessió en l'economia, fet que va ocasionar un èxode massiu cap a altres contrades i Truro va quedar mig abandonada en un lamentable estat.
Durant la prosperitat del període Tudor, es van tornar a establir negocis. El 1589 la reina Elisabet I va atorgar una carta de llibertats que permetia la ciutat gairebé autogovernar-se i donava control sobre el port de Falmouth.

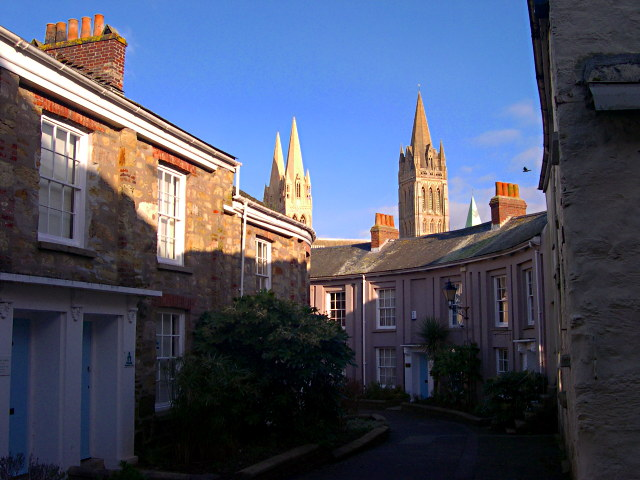
Arquitectura georgiana a Truro

Durant les guerres civils del segle xvii, Truro es va declarar partidària del rei, però va ser derrotada per les tropes del parlament el 1646. Com a càstig la fàbrica de moneda es va traslladar a Exeter. A finals d'aquest segle la ciutat de Falmouth va obtenir la seva carta de privilegis i Truro va perdre el control sobre el seu port. Truro no es va conformar i va portar als tribunals la disputa, els quals amb una sentència del 1709 van declarar que el riu Fal quedava dividit entre Truro i Falmouth. L'escut de la ciutat és: sis onades i un vaixell amb tres màstils a sobre dels quals està l'estendard de sant Jordi i entre les aigües dos peixos.
Truro va prosperar força durant els segles xviii i xix. La indústria va florir gràcies a les millores en els mètodes d'extracció de minerals i la pujada del preu de l'estany que van fer decidir alguns homes de negocis a obrir més mines. En aquesta època s'hi van construir cases senyorials d'estil victorià i georgià, com les que es poden veure al carrer Lemon, que porta el nom del principal propietari de mines sir William Lemon.
Un dels notables residents que s'hi van establir va ser Richard Lander, l'explorador que va fer la cartografia del riu Níger a l'Àfrica. Un altre notable resident va ser Henry Martyn matemàtic i religiós que va traduir el Nou testamenta l'urdú i al persa. També cal esmentar Humphry Davy, educat a Truro, que va inventar el llum de seguretat per als miners, i Samuel Foote, escriptor i actor de renom.
Truro va guanyar en importància a finals del segle xix quan es van establir tallers artesanals per treballar el ferro, la ceràmica i la pell. La línia de ferrocarril de la companyia Great Western Railway va arribar a Truro en la dècada del 1860, que enllaçava directament amb l'estació de Paddington a Londres. El 1876 es va crear el bisbat de Truro i l'església consagrada a la mare de Déu va esdevenir una catedral. L'any següent la reina Victòria va donar a Truro l'estatus de ciutat.
A començament del segle xx es va viure un declivi de la mineria, malgrat tot Truro ha continuat sent pròspera perquè va segueix sent un centre de comerç per la rodalia i és el centre administratiu del comtat.

## Clima
Truro està en una zona de clima oceànic. Les temperatures no són gaire extremes, però té força precipitacions repartides per tot l'any, els estius són frescos i els hiverns suaus. La següent taula obtinguda amb dades de l'estació de Truro Camborne es refereix al període entre 1981-2010.
| Dades climàtiques a Truro Camborne, elevació: 87 m | Dades climàtiques a Truro Camborne, elevació: 87 m | Dades climàtiques a Truro Camborne, elevació: 87 m | Dades climàtiques a Truro Camborne, elevació: 87 m | Dades climàtiques a Truro Camborne, elevació: 87 m | Dades climàtiques a Truro Camborne, elevació: 87 m | Dades climàtiques a Truro Camborne, elevació: 87 m | Dades climàtiques a Truro Camborne, elevació: 87 m | Dades climàtiques a Truro Camborne, elevació: 87 m | Dades climàtiques a Truro Camborne, elevació: 87 m | Dades climàtiques a Truro Camborne, elevació: 87 m | Dades climàtiques a Truro Camborne, elevació: 87 m | Dades climàtiques a Truro Camborne, elevació: 87 m | Dades climàtiques a Truro Camborne, elevació: 87 m |
| Mes                                                | gen                                                | febr                                               | març                                               | abr                                                | maig                                               | juny                                               | jul                                                | ag                                                 | set                                                | oct                                                | nov                                                | des                                                | anual                                              |
| -------------------------------------------------- | -------------------------------------------------- | -------------------------------------------------- | -------------------------------------------------- | -------------------------------------------------- | -------------------------------------------------- | -------------------------------------------------- | -------------------------------------------------- | -------------------------------------------------- | -------------------------------------------------- | -------------------------------------------------- | -------------------------------------------------- | -------------------------------------------------- | -------------------------------------------------- |
| Màxima rècord °C (°F)                              | 15.5 (59.9)                                        | 14.2 (57.6)                                        | 18.0 (64.4)                                        | 21.8 (71.2)                                        | 24.5 (76.1)                                        | 26.2 (79.2)                                        | 29.3 (84.7)                                        | 29.4 (84.9)                                        | 26.0 (78.8)                                        | 22.3 (72.1)                                        | 17.0 (62.6)                                        | 15.3 (59.5)                                        | 29.4 (84.9)                                        |
| Màxima mitjana °C (°F)                             | 8.9 (48)                                           | 8.7 (47.7)                                         | 10.1 (50.2)                                        | 11.7 (53.1)                                        | 14.3 (57.7)                                        | 16.7 (62.1)                                        | 18.6 (65.5)                                        | 19.0 (66.2)                                        | 17.3 (63.1)                                        | 14.3 (57.7)                                        | 11.5 (52.7)                                        | 9.6 (49.3)                                         | 13.4 (56.1)                                        |
| Mitjana diària °C (°F)                             | 6.8 (44.2)                                         | 6.5 (43.7)                                         | 7.8 (46)                                           | 8.9 (48)                                           | 11.5 (52.7)                                        | 13.8 (56.8)                                        | 15.8 (60.4)                                        | 16.1 (61)                                          | 14.6 (58.3)                                        | 12.0 (53.6)                                        | 9.3 (48.7)                                         | 7.4 (45.3)                                         | 10.9 (51.6)                                        |
| Mínima mitjana °C (°F)                             | 4.6 (40.3)                                         | 4.2 (39.6)                                         | 5.4 (41.7)                                         | 6.1 (43)                                           | 8.6 (47.5)                                         | 10.9 (51.6)                                        | 13.0 (55.4)                                        | 13.2 (55.8)                                        | 11.8 (53.2)                                        | 9.6 (49.3)                                         | 7.1 (44.8)                                         | 5.2 (41.4)                                         | 8.3 (46.9)                                         |
| Mínima rècord °C (°F)                              | −9.4 (15.1)                                        | −6.8 (19.8)                                        | −3.2 (26.2)                                        | −1.3 (29.7)                                        | 0.3 (32.5)                                         | 4.8 (40.6)                                         | 7.2 (45)                                           | 7.4 (45.3)                                         | 4.8 (40.6)                                         | −0.3 (31.5)                                        | −3.8 (25.2)                                        | −4.7 (23.5)                                        | −9.4 (15.1)                                        |
| Precipitació mitjana mm (polzades)                 | 121.4 (4.78)                                       | 88.2 (3.472)                                       | 79.4 (3.126)                                       | 73.6 (2.898)                                       | 65.0 (2.559)                                       | 58.2 (2.291)                                       | 67.4 (2.654)                                       | 68.3 (2.689)                                       | 77.3 (3.043)                                       | 114.9 (4.524)                                      | 123.8 (4.874)                                      | 123.9 (4.878)                                      | 1.061,3 (41,783)                                   |
| Mitjana de dies de precipitació (≥ 1.0 mm)         | 16.4                                               | 12.7                                               | 12.5                                               | 11.7                                               | 10.4                                               | 8.6                                                | 9.8                                                | 10.3                                               | 11.0                                               | 15.7                                               | 16.3                                               | 15.8                                               | 151.2                                              |
| Mitjana mensual d'hores de sol                     | 60.5                                               | 81.7                                               | 118.4                                              | 184.6                                              | 214.6                                              | 211.2                                              | 198.2                                              | 194.8                                              | 157.5                                              | 109.7                                              | 74.5                                               | 59.2                                               | 1.664,9                                            |
| Font #1: Met Office                                |                                                    |                                                    |                                                    |                                                    |                                                    |                                                    |                                                    |                                                    |                                                    |                                                    |                                                    |                                                    |                                                    |
| Font #2: KNMI                                      |                                                    |                                                    |                                                    |                                                    |                                                    |                                                    |                                                    |                                                    |                                                    |                                                    |                                                    |                                                    |                                                    |

## Agermanaments
Truro té relacions d'agermanament amb:
- Boppard (Alemanya)
- Morlaix (França)

## Llocs d'interès

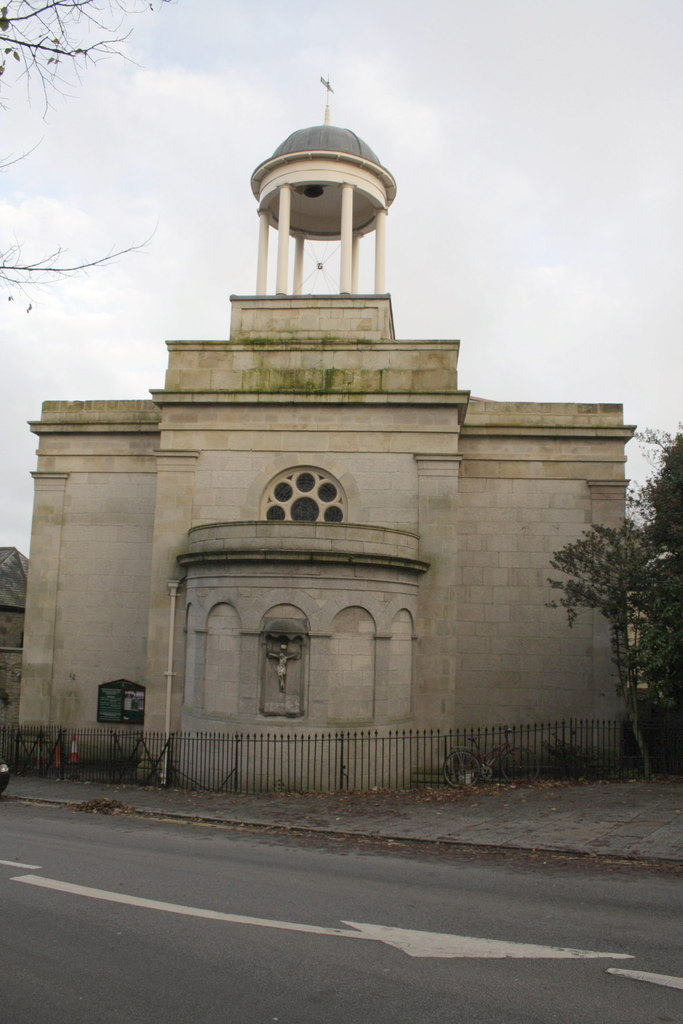
L'església de St John

- El monument més destacat de Truro és la seva catedral neogòtica, que aconsegueix una altura de 76 metres, es va començar a construir el 1880 i va ser acabada l'any 1910, va ser construïda en l'emplaçament de l'antiga St Mary's Church, consagrada sis-cents anys abans.[18]
- El museu Royal Cornwall Museum  sobre història i cultura de la regió. Conté l'anomenada "pedra d'Artur", robada en les ruïnes del castell de Tintagel, amb la inscripció de la paraula Artognou.
- Lemon Quay, una plaça on es fan espectacles a l'aire lliure.
- La creu celta, situada a prop de la catedral.
- L'església de St George, dissenyada pel reverend William Haslam, vicari de Baldhu, feta amb granit de Cornualla el 1855. Les pintures murals de l'altar es titula "els tres cels", el primer cel són imatges de Zanzíbar, illa on va estar de missioner el pintor, el segon són imatges de Truro i el tercer, separat pels altres dos pel riu de la vida representa el lloc on està Déu acompanyat de sant Piran i sant Kenwyn .
- L'església de St John, de planta rectangular i estil neoclàssic, construïda el 1828 per P. Sambell.
- L'església de St Paul, del 1848, on domina la verticalitat. La seva torre no es va fer amb prou fonaments i està tancada al públic per seguretat.